# العصر النحاسي
العصر النحاسي The Chalcolithic period من اليونانية خالكس khalkos وليثوس lithos حجر النحاس أو العصر النحاسي Copper Age، المعروف أيضا باسم الإينيو ليثيك Eneolithic هو فترة من فترات تطور الحضارات البشرية التي بدأ معها استخدام الأدوات المعدنية إلى جانب الأدوات الحجرية. ويتجنب علماء الآثار ربط تسميته بالحجري، مع أن البعض يسميه العصر الحجري النحاسي، لأن البعض يفضلون تسميته العصر النحاسي أو المعدني، وخاصة الأوروبيين منهم.
فترة العصر النحاسي هي فترة انتقالية وهي خارج نظام الحقب الثلاث العصور التقليدي، وتقع بين العصر الحجري الحديث والعصر البرونزي. ويبدو أن النحاس لم ينتشر بشكل واسع في البداية، وإن محاولات صناعة سبائك منه مع القصدير بدأت بسرعة، مما يجعل التمييز بين حضارات العصر النحاسي وعصورها صعباً.
وفي هذا العصر قاموا باكتشاف المعادن ولهذا قاموا بتسميته عصر المعادن أو العصر المعدنى
وبسبب عدم الوضوح هذا، فإن هذه التسمية تستخدم من قبل علماء الآثار في بعض أجزاء العالم فقط. وخاصة في جنوب شرق أوروبا وغرب و وسط آسيا، حيث ظهر هناك حوالي الألف الرابع قبل الميلاد.
ويعدّ شعب البيكر الأوروبي كثيرا من الأحيان من شعوب العصر النحاسي، كما تعدّ من حضارات العصر النحاسي حضارات غرب آسيا التي كانت من أولى الحضارات المتمدنة. والعديد من الشواهد الحجرية الكبيرة في أوروبا رفعت في تلك الفترة، وتشير بعض النظريات أن مجموعة اللغات الهندو أوروبية المفترضة (لغة يتوقع العلماء أنها وجدت) نشأت في تلك الفترة.
أوتزي الرجل الثلجي، الذي وجد في أوتزتالر في جبال الألب والتي أرخت بقاياه إلى حدود 3300 قبل الميلاد، كان يحمل فأسا نحاسية وسكين من حجر الصوان. يظهرا أنه كان في منطقة من أوروبا كانت تمر في تلك الفترة التاريخية.

## المصطلح
يستخدم مصطلح عصر النحاس حيث يعتبر النحاس اقدم المعادن التي استخدمها الإنسان علي وجه الأرض بالإضافة الي حديد النيازك الذي كان موجود عفوا ويستخدمه الإنسان دون معرفة مصدره وفي بعض الأحيان يعرف باسم العصر الحجري المعدني (Chalcolithic) للدلالة على الفترة بين العصر الحجري الحديث وحلول العصر البرونزي.
ويحتمل أن تكون صناعة هذا النوع من المعادن قد تمت بشكل مستقل في آسيا وجنوب شرق أوروبا حوالي 7000-6000 ق.م. وقد استخدم خام النحاس منذ العصر الحجري الحديث في تركيا (موقع كاتيل هيوك)، وقد تم العثور في كثير من أنحاء العالم على النحاس في شكله الطبيعي أو الخام وعليه كان يستخدم في البداية باعتباره نوع من الحجارة، وهناك أمثلة على استخدام النحاس الخام في شكل عقود أو خرز عند مجموعات الازيتك في المكسيك واستخدامه كابر ودبابيس ورؤوس حراب في ثقافات العمري والبداري بمصر.

## أين بدأت صناعة النحاس
من الصعب تحديد المكان الذي صنعت فيه أولى الأدوات والأسلحة النحاسية. والشيء المؤكد أن هذه الصناعة تطورت في أحد مراكز العصر الحجري الحديث المتطورة في الفترة من حوالي 7000-6000 ق.م (مثل البداري والعمرى بمصر والأخيرة تعدّ إحدى ثقافات عصر النحاس المبكرة والتي قد تدعم الادعاء بان مصر هي التي بدأت هذه الصناعة). ومما يدعم بدايات صناعة النحاس بمصر هو العثور على قطع نحاسية مصرية في منطقة كريت بالبحر الأبيض وأرخت إلى 3000 ق.م. كما يرجع البعض بداية صناعة النحاس بالعراق.
ومما يؤكد احتمال أن تكون مصر أو العراق هما اللتان بدأتا صناعة النحاس ما يلي:
1. .	توجد في مصر مناجم سيناء وهي ليست بعيدة من العراق. فإذا كانت مصر هي الأولى في صناعة النحاس فلا بد أن العراق قد ساهمت أيضاً في أن تكون هي الأخرى من المناطق السابقة في صناعة النحاس.
2. .	يرى البعض أن المصريين عرفوا صناعة النحاس من العراق عبر سوريا أو عن طريق العنصر الأرميني والذي ظهر على الساحة المصرية في مصر السفلى قبل نهاية فترة الأسرات.
3. .	ذكرت أرض تسمى (Magam) وتعنى أرض السفن أو الأرض التي ترسو عليها السفن في المخطوطات السومرية في الألف الرابع ق.م على أنها تحتوى على النحاس. فإذا كانت هذه الكلمة تعنى سيناء فهذا يشير إلى أن العراقيين مثل المصريين قد حصلوا على النحاس من سيناء.
4. .	إذا كان الأرمنيين قد جلبوا النحاس معهم فانهم لابد وقد حصلوا عليه من جهات إلى الشمال من جبال أرمينيا الحالية مثلما فعل العراقيون في الأصل.

هناك احتمال ثالث أن النحاس قد عرف اولاً بوادي الاندس شمالي الهند. بينما الدليل الأوروبي يؤكد أن أقدم الصناعات النحاسية وجدت في أرض البلقان حيث تم العثور على عدد من الدبابيس والإبر تعود إلى حوالي 5000 ق.م.

## أوروبا
يحتوي الموقع الأثري في صربيا على أقدم دليل مُؤرّخ يوثّق صناعة النحاس منذ 7500 سنة. يُظهر اكتشاف يونيو 2010، أول سجل لعملية صهر النحاس قبل نحو 800 عام، ويوحي بأن صهر النحاس ربما اختُرع في أجزاء منفصلة من آسيا وأوروبا في ذلك الوقت بدلًا من انتشاره من مصدر واحد.
عُثر في بروكوبلي في صربيا، على فأس نحاسي، ما يشير إلى استخدام المعدن في أوروبا قبل 7500 عام (5500 قبل الميلاد)، أي قبل سنوات عديدة مما كان يُعتقد سابقًا. كانت فكرة استخدام النحاس المصهور أكثر انتشارًا من المعدن نفسه. انتشرت ثقافة البلطة في المعارك الأوروبية باستخدام فؤوس حجرية على غرار الفؤوس النحاسية، مع قولبته بشكل فني في الحجر. عُثر بجانب رجل الثلج أوتزي في عام 1991 في جبال الألب، والذي يرجع تاريخه إلى حوالي 3300 قبل الميلاد، على فأس موندزي نحاسي.
من الأمثلة على حضارات العصر الحجري في أوروبا فيلا نوف دي ساو بيدرو ولوس ميلاريس في شبه الجزيرة الإيبيرية. عُثر على أواني فخارية تعود لحضارة القدور الجرسية في كلا الموقعين، والتي يرجع تاريخها إلى عدة قرون بعد بداية استعمال النحاس المصهور. تعود بداية انتشار تقنيات النحاس والبرونز في أوروبا إلى حضارة القدور الجرسية، إلى جانب اللغات الهنوأوروبية البدائية. استُخدم النحاس في بريطانيا بين القرنين 25 و22 قبل الميلاد، لكن لا يعترف بعض علماء الآثار بذلك في العصر النحاسي البريطاني لندرة الإنتاج والاستخدام.

## جنوب آسيا

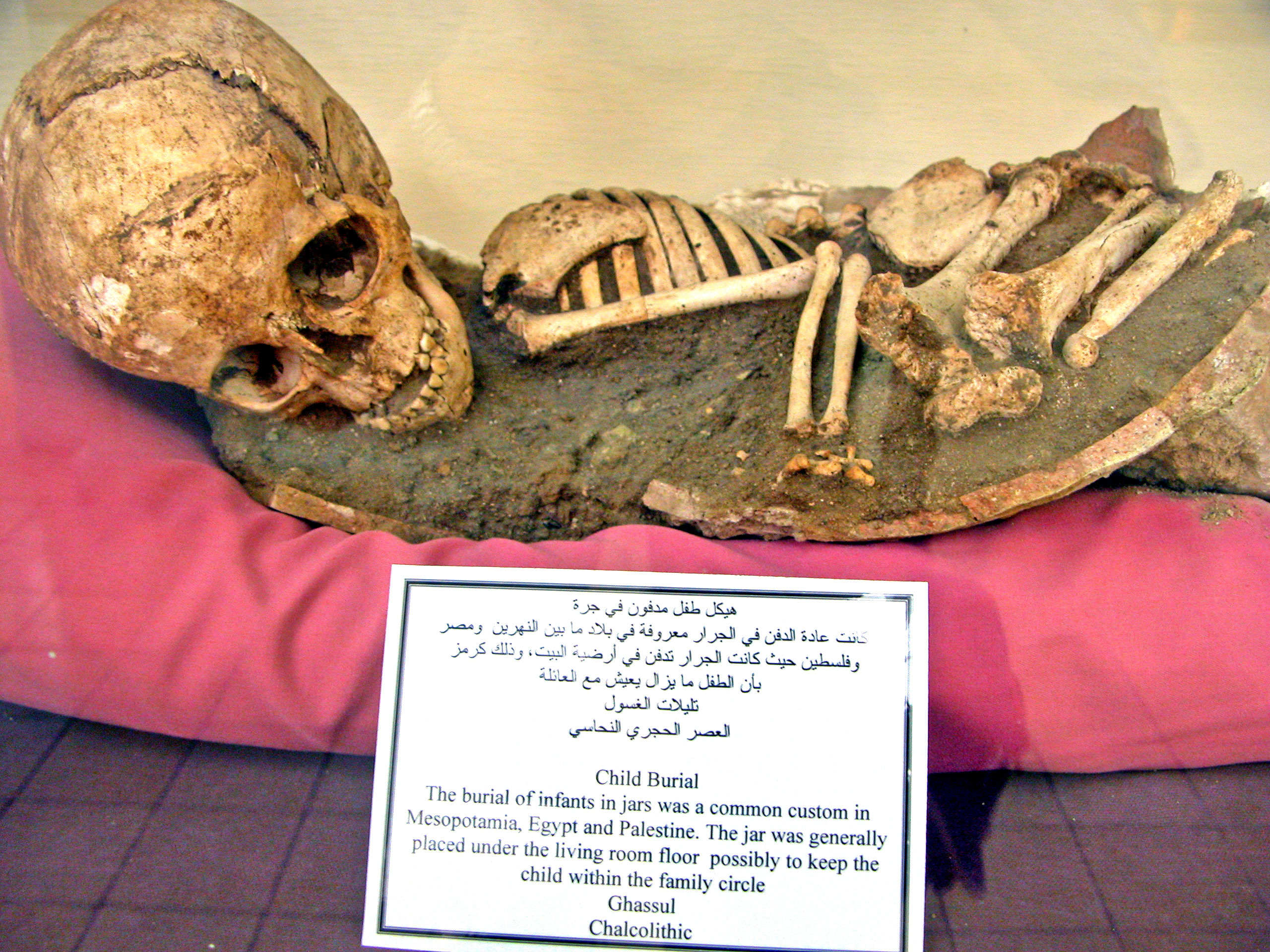
هيكل لطفل مدفون في جرة من العصر الحجري النحاسي موجود في الأردن اليوم

وفقًا لـ باربولا (2005)، تشير أوجه التشابه في الخزف بين حضارة وادي السند وجنوب تركمانستان وشمال إيران خلال الفترة منذ 4300 وحتى 3300 قبل الميلاد من العصر النحاسي إلى قدر مهم من التنقلات والتبادل التجاري. استُخدم مصطلح «العصر النحاسي» في سياق العصر الحجري لجنوب آسيا. عُثر على أساور نحاسية وفُوْق تعود لحضارة وادي السند المبكرة في بيرانا. صمم سكان مهرغاره في باكستان الحالية أدوات من النحاس الخام المحلي بين عامي 7000 - 3300 قبل الميلاد. في موقع ناوشاورو الذي يرجع تاريخه إلى 4500 عام، وُجدت ورشة للفخار في مقاطعة بلوشستان في باكستان، بالإضافة إلى 12 شفرة أو شظية نصل. يبلغ طول هذه الشفرات من 12 إلى 18 سم (من 5 إلى 7 بوصات) و1.2 إلى 2.0 سم (من 0.5 إلى 0.8 بوصة) ورقيقة نسبيًا. تشير التجارب الأثرية إلى أن هذه الشفرات كانت مصنوعة بمثلم نحاسي وتعمل بمثابة أداة فخارية لتشذيب وتشكيل الفخار غير المشوي. تشير التحاليل الصخرية إلى كون صناعة الفخار محلية، ولكنها تكشف أيضًا عن وجود بعض العناصر الفخارية السوداء الغريبة المأخوذة من نهر السند.

## الأمريكتان في العصر ما قبل الكولومبي
كانت الحضارات الأندية في أمريكا الجنوبية أول من اخترع جهازًا لصهر النحاس والبرونز، والذي انتشر لاحقًا عن طريق التجارة البحرية إلى حضارة منطقة وسط أمريكا في غرب المكسيك.
يطبق مصطلح «العصر النحاسي» على الحضارات الأمريكية التي كانت تستخدم سبائك النحاس والنحاس المصهور قبل آلاف السنين من الهجرة الأوروبية. إلى جانب الثقافات في جبال الأنديز وأمريكا الوسطى، يتركز مجمع النحاس القديم في منطقة البحيرات العظمى العليا -ميشيغان وويسكونسن الحالية في الولايات المتحدة- حيث يستخرج النحاس المصنّع ليكون أدوات وأسلحة وحُليًا شخصية. يخضع دليل الصهر أو السبائك الذي عُثر عليها لبعض الجدالات وافتراض علماء الآثار بأن هذه الأجسام تشكلت دون صهر. يرجع تاريخ القطع الأثرية من بعض هذه المواقع إلى 4000-1000 قبل الميلاد، ما يجعلها من أقدم المواقع النحاسية في العالم. يجد بعض علماء الآثار علاوةً على ذلك، دليلًا صناعيًا وهيكليًا على ترك شعوب هوبويليان ومسيسيبي للآثار من بعدهم.